# Венский университет прикладного искусства
Венский университет прикладного искусства (нем. Universität für angewandte Kunst Wien) — учреждение высшего образования в Вене, художественная академия. Имеет университетский статус с 1970 года.

## История
7 марта 1863 года был основан Австрийский музей искусства и промышленности. Рудольф фон Айтельбергер, первый профессор истории искусств Венского университета, был назначен его директором. Музей был создан по образцу Музея Южного Кенсингтона (ныне — Музей Виктории и Альберта), основанного в Лондоне в 1852 году, и предназначался в качестве коллекции образцов для художников, промышленников и общественности, а также в качестве учебного центра для дизайнеров и ремесленников.
В 1867 году при музее была создана «Школа художественных ремёсел» (нем. Kunstgewerbeschule). На момент открытия это была первая школа такого типа в Европе. В 1941 году школа стала учреждением высшего образования. С 1941 по 1945 год она называлась Государственная высшая школа прикладного искусства (нем. Reichshochschule fuer angewandte Kunst), а в 1948 году стала академией. В 1970 году академия получила статус университета, а в 1998 году учебное заведение было переименовано в Венский университет прикладного искусства.
Среди студентов и преподавателей университета были такие известные художники, как Густав Климт, Оскар Кокошка, Коломан Мозер, Вивьен Вествуд, Карл Лагерфельд и т. д. На сегодняшний день среди преподавательского состава работают такие художники, как Джудит Айзлер, Эрвин Вурм, Гартмут Эслингер, Грег Линн, Петер Вайбель и философ Бургхарт Шмидт.

## Современность
По состоянию на 2015 год университет насчитывал около 1800 студентов и 380 преподавателей. Студенты представляют 70 стран, среди которых большая часть из Австрии (60 %), стран Европы (25 %) и других стран мира (15 %). Студенты регулярно участвуют в выставках, перформансах, сценических постановках ─ количество таких мероприятий составляет несколько сотен в год.
В структуру вуза входят студия керамики, переплётный цех, несколько мастерских, в которых отрабатывают профессиональные навыки будущие специалисты по технологии обработки тканей, металлов, древесины.

## Выдающиеся выпускники
- Пола Стаут (1902—1984) — американский дизайнер
- Эрвин Вурм (род. 1954) — австрийский художник, фотограф, режиссёр, скульптор
- Пипилотти Рист (род. 1962) — швейцарская художница
- Штефан Загмайстер[англ.] (род. 1962) — австрийский графический дизайнер, типограф
- Лизбет Цвергер[англ.] (род. 1954) — австрийский иллюстратор